# Michèle Laroque
Michèle Laroque (Nizza, 15 giugno 1960) è un'attrice, regista e sceneggiatrice francese.

## Filmografia parziale

### Cinema
- Il marito della parrucchiera (Le mari de la coiffeuse), regia di Patrice Leconte (1990)
- Formidabili amici... (Une époque formidable...), regia di Gérard Jugnot (1991)
- La crisi! (La crise), regia di Coline Serreau (1992)
- Max & Jeremie devono morire (Max & Jeremie), regia di Claire Devers (1992)
- Tango, regia di Patrice Leconte (1993)
- Louis, enfant roi, regia di Roger Planchon (1993)
- Personne ne m'aime, regia di Marion Vernoux (1994)
- Aux petits bonheurs, regia di Michel Deville (1994)
- Nelly e Mr. Arnaud (Nelly et Monsieur Arnaud), regia di Claude Sautet (1995)
- Le fabuleux destin de Madame Petlet, regia di Camille de Casabianca (1995)
- Fallait pas ! ..., regia di Gérard Jugnot (1996)
- Di giorno e di notte (Pédale douce), regia di Gabriel Aghion (1996)
- Passage à l'acte, regia di Francis Girod (1996)
- Les aveux de l'innocent, regia di Jean-Pierre Améris (1996)
- Le plus beau métier du monde, regia di Gérard Lauzier (1996)
- La mia vita in rosa (Ma vie en Rose), regia di Alain Berliner (1997)
- Le mur, regia di Alain Berliner (1998)
- Serial Lover, regia di James Huth (1998)
- L'apparenza inganna (Le placard), regia di Francis Veber (2001)
- Che fame!!! (J'ai faim !!!), regia di Florence Quentin (2001)
- Pédale dure, regia di Gabriel Aghion (2004)
- Malabar Princess, regia di Gilles Legrand (2004)
- L'anniversaire, regia di Diane Kurys (2005)
- Troppo bella! (Comme t'y es belle!), regia di Lisa Azuelos (2006)
- La Maison du bonheur, regia di Dany Boon (2006)
- Enfin veuve, regia di Isabelle Mergault (2007)
- Oscar et la dame rose, regia di Éric-Emmanuel Schmitt (2009)
- Monsieur Papa, regia di Kad Merad (2011)
- Un fils, regia di Alain Berliner (2014)
- Camping 3, regia di Fabien Onteniente (2016)
- Canterville - Un fantasma per antenato (Le fantôme de Canterville), regia di Yann Samuell (2016)
- Alibi.com, regia di Philippe Lacheau (2017)
- Chouquette, regia di Patrick Godeau (2017)
- Embrasse-moi!, regia di Océan & Cyprien Vial (2017)
- Questione di tempismo (Brillantissime) (2018) - anche regista e sceneggiatrice
- Premier de la classe, regia di Stéphane Ben Lahcene (2019)
- Chacun chez soi (2020) - anche regista e sceneggiatrice
- Belle & Sebastien - Next Generation (Belle et Sébastien: Nouvelle génération), regia di Pierre Coré (2022)

### Televisione
- I viaggiatori delle tenebre (The Hitchhiker) (1989)
- Tribunal (1989-1990)
- C'est quoi ce petit boulot?, regia di Gian Luigi Polidoro e Michel Berny (1991)
- Commissario Navarro (Navarro) (1993)
- B comme Bolo, regia di Jean-Michel Ribes (1994)
- Une femme dans mon cœur, regia di Gérard Marx (1995)
- Le nid tombé de l'oiseau, regia di Alain Schwartzstein (1995)
- Une femme neuve, regia di Didier Albert (2000)
- La chose publique, regia di Mathieu Amalric (2003)
- Mon voisin du dessus, regia di Laurence Katrian (2003)
- Petits Secrets et gros mensonges, regia di Laurence Katrian (2006)
- En marge des jours, regia di Emmanuel Finkiel (2007)
- Moi à ton âge !, regia di Bruno Garcia (2012)
- En pères et contre tout, regia di Vincent Monnet (2014)
- Hard (2015)
- Peplum (2015-2019)
- Diabolique, regia di Gabriel Aghion (2016)